# Leithe (Bochum)

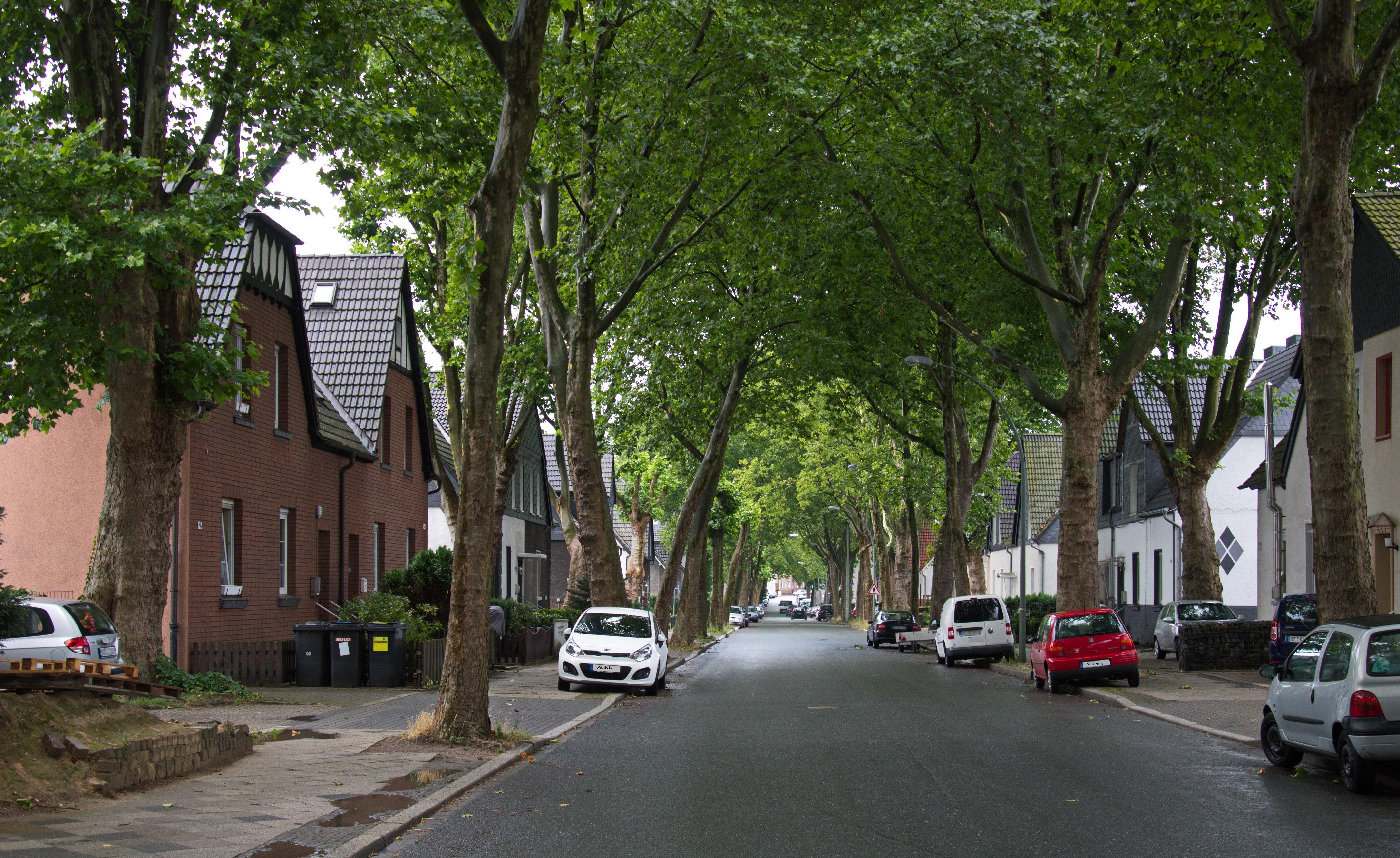
Weststraße in Bochum-Leithe

Leithe ist ein Stadtteil von Bochum im Stadtbezirk Wattenscheid.
Der Stadtteil wurde vor seiner Eingemeindung nach Wattenscheid am 1. April 1926 offiziell als Leithe (Westf.) und in Schriftstücken oft auch als Westfälisch Leithe bezeichnet. Ein Teil der aufgelösten Gemeinde wurde nach Gelsenkirchen umgegliedert. Durch die Eingemeindung Wattenscheids kam Leithe am 1. Januar 1975 zu Bochum. Das rheinische Leithe liegt auf der anderen Seite des Leither Bachs.
An der Stadtgrenze zu Essen liegt die ehemalige Kornbrennerei Schulte Kemna, die unter anderem den westfälischen klaren Schnaps „Weizenjunge“ hergestellt hat.
An der Gelsenkirchener Straße stand im Vorgarten der Evangelischen Gemeinde ein 1,5 Tonnen schweres Denkmal des Stahlgussverfahrens von Glocken, mit denen der Bochumer Verein sich seine große Bekanntheit erarbeitete. Die Glocke „Auguste Viktoria“ wurde 1893 gegossen, und auf der Weltausstellung 1894 in Chicago ausgestellt. Später wurde sie von ihrer Namensgeberin, der Kaiserin Auguste Viktoria, der Berliner Gnadenkirche zur Einweihung gestiftet. Dank des Berliner Pfarrers Merkel entging die Glocke der Zerstörung auf einem Schrottplatz, auf dem sie nach dem Zweiten Weltkrieg und nach der Zerstörung der Kirche gelandet war. Über Umwege durch Berliner Privatbesitz und Thüringen kam die Glocke am 2. März 1990 nach Leithe. Nach der Wende zum Jahreswechsel 1989/1990 kaufte die Gemeinde Wattenscheid-Leithe sie ihm ab, ließ sie restaurieren und stellte sie wieder in den Dienst. Im Februar 2011 sandte die Kirchengemeinde Leithe die Glocke nach Berlin zurück. Seither befindet sich die Auguste-Viktoria-Glocke auf dem Invalidenfriedhof.
Der örtliche Fußballverein Rot Weiß Leithe spielt zurzeit in der Kreisliga.

## Bevölkerung
Am 31. Dezember 2024 lebten 7.487 Einwohner in Leithe.
Strukturdaten der Bevölkerung in Leithe:
- Minderjährigenquote: 16,8 % [Bochumer Durchschnitt: 15,2 % (2024)]
- Altenquote (60 Jahre und älter): 28,2 % [Bochumer Durchschnitt: 29,3 % (2024)]
- Ausländeranteil: 20,3 % [Bochumer Durchschnitt: 17,0 % (2024)]
- Arbeitslosenquote: 10,6 % [Bochumer Durchschnitt 8,9 % (2017)]